# Pa-O
Ne doit pas être confondu avec Pa'o (langue).

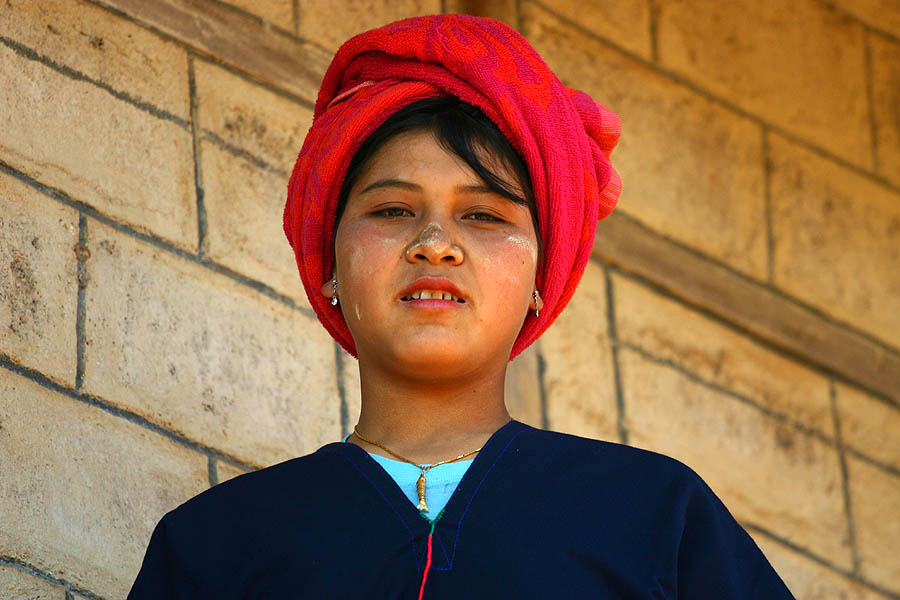
Jeune femme Pa-O près de Kalaw, sud de l'État Shan

Les Pa-O (birman ပအိုဝ်း‌ ; API : /pəo̰/; aussi appelés Taungthu ou Karens Noirs) sont un groupe ethnique de Birmanie, comptant environ 600 000 personnes. C'est le deuxième groupe ethnique de l'État Shan. Ils sont considérés par le gouvernement comme de « race nationale Shan », bien qu'ils soient probablement d'ascendance tibéto-birmane (et non thaï) et soient ethnolinguistiquement proches des Karens. Outre l'État Shan, ils sont présents dans l'État Karen et l'État de Kayah.

## Histoire et traditions
Les Pa-O se sont installés dans la région de Thaton aux environs de l'an 1000 avant notre ère. Ils portaient à l'origine des vêtements colorés. Lorsqu'en 1057 le roi Anawrahta eut vaincu le roi môn Makuta (ou Manuha), qui régnait à Thaton, les Pa-O furent réduits en esclavage et obligés de teindre leurs vêtements en indigo, comme symbole de leur statut. En réalité, ils s'habillent de façon différente selon les régions. Beaucoup ont adopté le costume birman, les hommes portant le pantalon thaï (appelé localement Shan baun-mi). La plupart des Pa-O sont bouddhistes, bien que leur langue écrite ait été créée par des missionnaires chrétiens. Ils sont surtout agriculteurs, cultivant notamment les Cordias et la moutarde. Ils sont globalement bien assimilés au reste de la société birmane.
Une personnalité Pa-O notable est Kyaing Kyaing, la femme du chef d'État birman, le général Than Shwe.